# Angerona (geslacht)
Angerona is een geslacht van vlinders uit de familie van de spanners (Geometridae) en de onderfamilie Ennominae.

## Soorten
- Angerona nigrisparsa Butler, 1879
- Angerona poeusaria Walker, 1860
- Angerona prunaria (Linnaeus, 1758) - oranje iepentakvlinder
- Angerona rufaria Dognin, 1911